# James Monroe
James Monroe (n. 28 aprilie 1758, Monroe Hall⁠(d), Comitatul Westmoreland, Cele treisprezece colonii, Regatul Marii Britanii – d. 4 iulie 1831, New York City, New York, SUA) a fost cel de-al cincilea (1817 - 1825) președinte al Statelor Unite ale Americii și autor al doctrinei Monroe.
Perioada președinției lui Monroe a fost marcată de dispariția a partizanatului politic datorată războiului americano-britanic din 1812, fiind ulterior cunoscută ca Perioada bunelor sentimente (în engleză, Era of Good Feelings⁠(d)).  Monroe a fost un politician important din perioada sa, deși partidul unit al democraților și republicanilor, Partidul democrat-republican (în engleză Democratic-Republican Party aproape că a dispărut de pe scena politică în decursul președinției sale din perioada 1817 - 1825.

## Președinția lui James Monroe (1817-1825)

### Administrație și guvern (Cabinet)
| FUNCȚIE                 | NUME                               | TERMEN    |
|                         |                                    |           |
| Președinte              | James Monroe                       | 1817–1825 |
| Vicepreședinte          | Daniel Tompkins                    | 1817–1825 |
|                         |                                    |           |
| Secretar de stat        | John Quincy Adams                  | 1817–1825 |
| Secretar al Trezoreriei | William H. Crawford⁠(d)             | 1817–1825 |
| Secretar de război      | John C. Calhoun                    | 1817–1825 |
| Procuror General        | Richard Rush                       | 1817      |
|                         | William Wirt⁠(d)                    | 1817–1825 |
| Postmaster General      | Return Meigs⁠(d)                    | 1817–1823 |
|                         | John McLean⁠(d)                     | 1823–1825 |
| Secretar al Navy        | Benjamin Williams Crowninshield⁠(d) | 1817–1818 |
|                         | John C. Calhoun                    | 1818–1819 |
|                         | Smith Thompson⁠(d)                  | 1819–1823 |
|                         | Samuel Lewis Southard⁠(d)           | 1823–1825 |

### Nominalizări ale Curții Supreme de Justiție

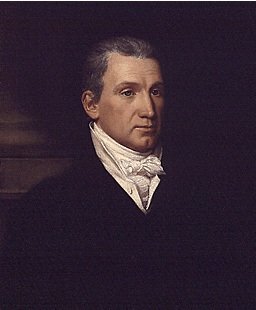
O altă imagine a lui James Monroe

Președintele James Monroe a nominalizat următorul judecător pentru Curtea Supremă de Justiție a SUA:
- Smith Thompson⁠(d) – 1823

### State admise în Uniune
- Mississippi – 10 decembrie 1817
- Illinois – 3 decembrie 1818
- Alabama – 14 decembrie 1819
- Maine – 15 martie 1820
- Missouri – 10 august 1821
- Vedeți și următoarea Listă a statelor SUA ordonate după data intrării în Uniune